# Iris nana
Iris nana är en bönsyrseart som beskrevs av Boris Petrovich Uvarov 1930. Iris nana ingår i släktet Iris och familjen Tarachodidae. Inga underarter finns listade i Catalogue of Life.